# Judikael Ixoée
Judikael Ixoée (Paita, Nueva Caledonia, 17 de marzo de 1990) es un exfutbolista de Nueva Caledonia que jugaba en la posición de lateral derecho.

## Carrera

### Club
| Periodo   | Club            |
| --------- | --------------- |
| 2009      | AS Kirikitr     |
| 2010-2012 | AS Magenta      |
| 2012-2013 | Hyères FC       |
| 2013–2019 | US Carqueiranne |

### Selección nacional
Jugó para Nueva Caledonia en 17 ocasiones de 2010 a 2016 y anotó un gol; el cual fue en la victoria por 9-0 sobre Samoa en Honiara por la Copa de las Naciones de la OFC 2012 donde llegó hasta la final; además de ganar la medalla de oro en los Juegos del Pacífico de 2011.

## Logros

### Club
- Superliga de Nueva Caledonia (1): 2012

### Selección nacional
- Juegos del Pacífico (1): 2011